# Liste der Kulturdenkmale in Kiel-Elmschenhagen
In der Liste der Kulturdenkmale in Kiel-Elmschenhagen sind alle Kulturdenkmale des Stadtteils Elmschenhagen der schleswig-holsteinischen Landeshauptstadt Kiel aufgelistet (Stand: 10. März 2025).
Die Bodendenkmale sind in der Liste der Bodendenkmale in Kiel aufgeführt.

## Legende
In den Spalten befinden sich folgende Informationen:
- Objekt-ID: die Nummer des Kulturdenkmales
- Lage: die Adresse des Kulturdenkmales und die geographischen Koordinaten. Kartenansicht, um Koordinaten zu setzen. In der Kartenansicht sind Kulturdenkmale ohne Koordinaten mit einem roten Marker dargestellt und können in der Karte gesetzt werden. Kulturdenkmale ohne Bild sind mit einem blauen Marker gekennzeichnet, Kulturdenkmale mit Bild mit einem grünen Marker.
- Offizielle Bezeichnung: Bezeichnung des Kulturdenkmales
- Beschreibung: die Beschreibung des Kulturdenkmales
- Bild: ein Bild des Kulturdenkmales

## Sachgesamtheiten
| Objekt-ID | Lage | Offizielle Bezeichnung         | Beschreibung | Bild |
| --------- | --- | ------------------------------ | --- | --- |
| 11418     | Dorfstraße 4 (54° 17′ 44″ N, 10° 10′ 25″ O) | Matthias-Claudius-Schule       | Matthias-Claudius-Schule; 1902, 1930, 1957–58, Rudolf Schroeder; dreiseitige Anlage aus Altem Schulhaus von 1902, Westflügel von 1930 und Südflügel von 1957–58 um Hoffläche zur Dorfstraße - Begründung: geschichtlich, künstlerisch, städtebaulich - Schutzumfang: Alte Schule, Westflügel, Südflügel | weitere Fotos \| Fotos hochladen |
| 23043     | Reichenberger Allee 1-9, 4-20, 11-23, 21-23, 24-32, 27-33, 34-38, 40-44, 43-47, 46-50, 49-53, 54-56, 55-65, 58-60, 67, Gartenstadt ElmschenhagenSüd, Joachimsthaler Weg 2-6, 8-10, 12-16, 18-22, 28-32, 34-38, 44-48, Landskroner Weg 1-7, 2-4, 6-12, 9-17, 14-22, 23-25, 24-26, 27-29, 28-30, 31-33, 32-34, 35-37, 36-38, 40-42, Teplitzer Allee 1-7, 2-18, 9-17, 19-29, 24-28, 30-32, 34-44, Teplitzer Allee, Trautenauer Weg 1-7, 2-8, Troppauer Straße 17-25, 24-36, 27-37, 38-42 (54° 17′ 36″ N, 10° 11′ 16″ O) | Wohnsiedlung Elmschenhagen-Süd | Wohnsiedlung Elmschenhagen-Süd; 1938–45, Architekt Paul Schaeffer-Heyrothsberge, Bauherr Kieler Werkswohnungen GmbH; Kernbereich der sogenannten „Gartenstadt“ Elmschenhagen-Süd um die Hauptachsen Reichenberger Straße und Teplitzer Straße, vorstädtische Wohnsiedlung in moderaten Heimatschutzformen für Beschäftigte der Deutschen Werke und der Kriegsmarinewerft, überwiegend zweigeschossige Wohnblöcke in Traufstellung, sachlich gegliederte Backsteinbauten mit Satteldächern, organische Straßenverläufe mit Alleebäumen und Platzbildungen, Vorgärten und begrünten Frei- und Hofflächen - Begründung: geschichtlich, wissenschaftlich, künstlerisch, städtebaulich, technisch - Schutzumfang: Wohnblöcke mit Freiflächen (Joachimsthaler Weg 2-6, 8-10, 12-16, 18-22, 28-32, 34-38, 44-48, Landskroner Weg 1-7, 2-4, 6-12, 9-17, 14-22, 23-25, 24-26, 27-29, 28-30, 31-33, 32-34, 35-37, 36-38, 40-42, Reichenberger Allee 1-9, 4-20, 11-23, 21-23, 24-32, 27-33, 34-38, 40-44, 43-47, 46-50, 49-53, 54-56, 55-65, 58-60, Teplitzer Allee 1-7, 2-18, 9-17, 19-29, 24-28, 30-32, 34-44, Trautenauer Weg 1-7, 2-8, Troppauer Straße 17-25, 24-36, 27-37, 38-42), Sammelgarage (Teplitzer Allee), Freiplastik „Mantelpavian“, Freiplastik „Schimpanse“ (Reichenberger Allee 21-23), Omnibuswartehalle (Reichenberger Allee 67) | [[Vorlage:Bilderwunsch/code!/O:Wohnsiedlung Elmschenhagen-Süd!/C:54.293387,10.187643!/D:Reichenberger Allee 1-9, 4-20, 11-23, 21-23, 24-32, 27-33, 34-38, 40-44, 43-47, 46-50, 49-53, 54-56, 55-65, 58-60, 67, Gartenstadt ElmschenhagenSüd, Joachimsthaler Weg 2-6, 8-10, 12-16, 18-22, 28-32, 34-38, 44-48, Landskroner Weg 1-7, 2-4, 6-12, 9-17, 14-22, 23-25, 24-26, 27-29, 28-30, 31-33, 32-34, 35-37, 36-38, 40-42, Teplitzer Allee 1-7, 2-18, 9-17, 19-29, 24-28, 30-32, 34-44, Teplitzer Allee, Trautenauer Weg 1-7, 2-8, Troppauer Straße 17-25, 24-36, 27-37, 38-42, Wohnsiedlung Elmschenhagen-Süd!/\|BW]] |

## Bauliche Anlage
| Objekt-ID      | Lage                                                 | Offizielle Bezeichnung               | Beschreibung | Bild                             |
| -------------- | ---------------------------------------------------- | ------------------------------------ | --- | -------------------------------- |
| 3220 Wikidata  | Allgäuer Straße 5 (54° 17′ 11″ N, 10° 11′ 59″ O)     | Kirche St. Stephanus mit Ausstattung | Alteintragung (Aktualisierung vorgesehen) - Begründung: geschichtlich, künstlerisch, städtebaulich - Schutzumfang: gesamtes Objekt - Denkmaltyp: Bauliche Anlage | weitere Fotos \| Fotos hochladen |
| 2816 Wikidata  | Im Dorfe 1 (54° 17′ 29″ N, 10° 10′ 33″ O)            | Maria-Magdalenen-Kirche              | Alteintragung (Aktualisierung vorgesehen) - Begründung: geschichtlich, künstlerisch, städtebaulich - Schutzumfang: gesamtes Objekt - Denkmaltyp: Bauliche Anlage | weitere Fotos \| Fotos hochladen |
| 2163           | Jettkorn 3 (54° 17′ 35″ N, 10° 10′ 38″ O)            | ehem. Rathaus                        | Alteintragung (Aktualisierung vorgesehen) - Begründung: Alteintragung (Aktualisierung vorgesehen) - Schutzumfang: Alteintragung (Aktualisierung vorgesehen) - Denkmaltyp: Bauliche Anlage | Fotos hochladen                  |
| 12086 Wikidata | Tiroler Ring 289 – 299 (54° 18′ 7″ N, 10° 10′ 57″ O) | Hermann-Löns-Schule                  | Hermann-Löns-Schule; 1940, 1947–50, Architekt Paul A.R. Frank, Rudolf Schroeder; Grund- und Hauptschule für ElmschenhagenNord, zweigeschossiger Backsteinbau, zwei Flügel auf rechtwinkligem Grundriss, Satteldach, Bauvollendung und Weiterbau durch R. Schroeder ab 1947; Grundstück durch Natursteinmauern begrenzt, Treppenanlage, Baumreihe - Begründung: geschichtlich, künstlerisch, städtebaulich - Schutzumfang: gesamtes Objekt - Denkmaltyp: Bauliche Anlage | weitere Fotos \| Fotos hochladen |

## Quelle
- Liste der Kulturdenkmale in Schleswig-Holstein – Landeshauptstadt Kiel (PDF)

- Karte mit allen Koordinaten:
- OSM |
- WikiMap